# Teresa Lodi
(Teresa Lodi, Dizionario biografico dei soprintendenti bibliografici, 1919-1972)
Teresa Lodi (Ferrara, 13 giugno 1889 – Ancona, 7 aprile 1971) è stata una bibliotecaria italiana.

## Biografia
Nasce in una famiglia di origini ebraiche. Nel 1903 la famiglia si trasferisce ad Ancona, al seguito del padre che era stato nominato direttore delle Regie Poste in quella città. Conseguita la licenza liceale, si iscrive al prestigioso Istituto di studi superiori di Firenze, dove ha come docenti Pasquale Villari, Luigi Schiaparelli, Enrico Rostagno, Ermenegildo Pistelli e Girolamo Vitelli, fondatore degli studi papirologici in Italia, che le trasmette la passione per questa disciplina.
Nel 1911, a ventidue anni, consegue la laurea in filologia classica, con il massimo dei voti e la lode. L'anno successivo ottiene il diploma di perfezionamento con una tesi di papirologia, discussa proprio con Vitelli, il quale comincia ad affidarle trascrizioni e traduzioni di papiri, proponendole anche di collaborare alle Pubblicazioni della Società italiana per la ricerca dei papiri greci e latini in Egitto.
Il rapporto di stima e affetto tra l'allieva e il professore è testimoniato anche dai componimenti in latino e greco che quest'ultimo dedicò alla Lodi.
Fu amica e collega di Università di Anita Mondolfo la quale, avendo già vinto il concorso per sotto bibliotecaria nel 1909, le consigliò di partecipare a quello successivo del 1913, che vinse arrivando prima. 

## Carriera
Destinata alla Biblioteca nazionale di Firenze con ruolo di reggente sottobibliotecaria, inizia la sua carriera che la porterà a dirigere la sezione Manoscritti e rari nel 1933. Con la nascita delle Soprintendenze bibliografiche viene chiamata alla carica di ispettrice della Soprintendenza toscana. Il 1º luglio 1933 le viene affidata la direzione della Biblioteca Medicea Laurenziana, insieme all'incarico di soprintendente bibliografica per le Marche. Con le leggi razziali viene messa sotto sorveglianza per le sue origini ebraiche ma, al contrario della Mondolfo che viene licenziata dalla Biblioteca nazionale centrale, riesce a conservare il suo posto di lavoro in virtù del fatto che era battezzata. Nella direzione dell'istituto è "amabile e zelante collaboratrice e cortese maestra oppure rigida custode dei beni affidateli fino a diventare inflessibile, dura, aspra".
Fu socia dell'Associazione Italiana Biblioteche (AIB) fin dalla sua fondazione (1930) e ne fu Presidente dal 1946 al 1951.
Fece parte del Consiglio superiore delle accademie e biblioteche dal 1948 e, per i suoi numerosi studi su Niccolò Tommaseo, fu chiamata a far parte del Comitato per edizione nazionale delle opere.

## Archivio e biblioteca personale
Alla Biblioteca Medicea Laurenziana è conservato il Carteggio Lodi (circa duemila pezzi), contenente la sua corrispondenza con personaggi della cultura del tempo e anche appunti di lavoro.
I suoi libri furono divisi tra le biblioteche comunali di Civitanova Marche e Ancona, mentre le opere di papirologia e di letteratura greca furono date all'Istituto papirologico "Girolamo Vitelli" e gli appunti di studi sul Poliziano e sul Foscolo alla Fondazione Cini.

## Onorificenze
Fu insignita della Medaglia d'oro ai benemeriti della cultura e dell'arte e del titolo di Commendatore dell'Ordine al merito della Repubblica italiana (1957).

## Pubblicazioni
- Teresa Lodi, Enrico Rostagno, Roma, Palombi, 1942.
- Teresa Lodi, La vera storia di un presunto cimelio cinquecentesco: il cosiddetto torchio della Tipografia medicea orientale, Roma, F.lli Palombi, 1949.
- Teresa Lodi, Un bibliotecario faceto: Antonmaria Biscioni, nel secondo centenario della morte, 1756-1956, in L'Almanacco dei bibliotecari italiani, Roma, F.lli Palombi, 1956.
- Teresa Lodi, Il Catalogus scriptorum florentinorum di Giambattista Doni, Firenze, Olschki, 1961.
- Niccolò Tommaseo e Teresa Lodi, Del presente e dell'avvenire, vol. 1, Sansoni, 1968.
- Cesare Paoli, Enrico Rostagno, Teresa Lodi e Rosario Pintaudi, I Codici Ashburnhamiani della Biblioteca Medicea Laurenziana di Firenze, vol. 1, n. 7, Ministero della pubblica istruzione, 1983.